# Baby Blue (Badfinger)
Baby Blue è una canzone del gruppo Badfinger, pubblicata come singolo dall'album Straight Up il 22 marzo 1972. La canzone è stata scritta da Pete Ham e prodotta da Todd Rundgren. È apparsa nel finale della serie televisiva Breaking Bad. Ham nella canzone parla di una donna di nome Dixie Armstrong, che aveva incontrato in un tour negli USA.

## Tracce
45 giri
1. Baby Blue – 3:32
2. Flying – 2:17